# چوب‌خزک بال‌گندمی
چوب‌خزک بال‌گندمی (نام علمی: Dendrocincla anabatina) یک پرنده گنجشک‌سان در زیرتیرهٔ چوب‌خزکان (Dendrocolaptinae) از تیرهٔ تنورمرغان (Furnariidae) است. در بلیز، کاستاریکا، گواتمالا، هندوراس، مکزیک، نیکاراگوئه و پاناما یافت می‌شود.